# Jilinga darjilingensis
Jilinga darjilingensis är en insektsart som beskrevs av William Lucas Distant 1918. Jilinga darjilingensis ingår i släktet Jilinga och familjen dvärgstritar. Inga underarter finns listade i Catalogue of Life.